# Nunura
Der Nunura (auch Larodel, Nunutura, Bebai, Bé-Bai) ist ein Fluss auf der Insel Timor. „Nunura“ bedeutet auf Kemak „Banyanbaum“.

## Geographie

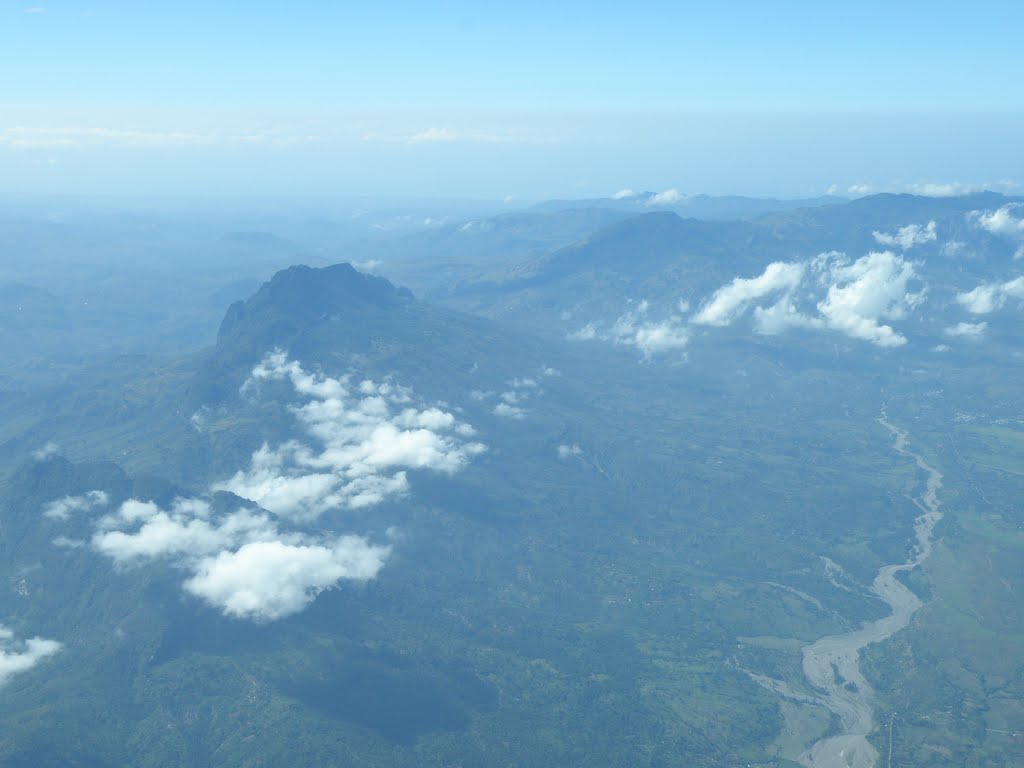
Der Bulobo, ein Nebenfluss des Nunura am Berg Leolaco

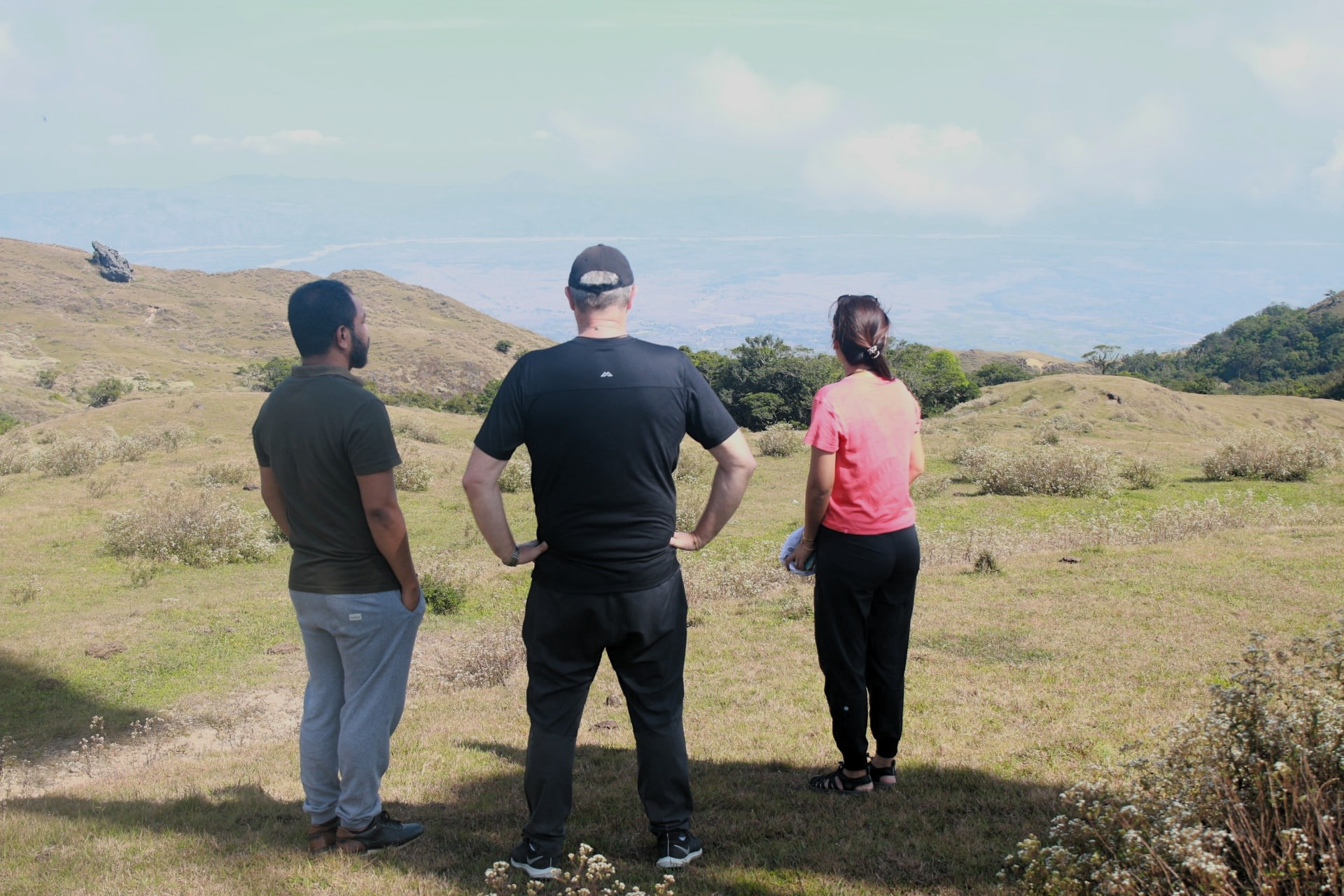
Blick vom Foho Belgu hinab auf Tapo/Memo. Im Hintergrund sieht man den Malibaca, der Grenzfluss zu Indonesien und Nebenfluss des Nunuras.

Wie viele Flüsse auf der Insel hat er, je nach Region, die er durchfließt, unterschiedliche Namen, die auch oft unter unterschiedlichen Schreibweisen zu finden sind. Einer seiner Quellflüsse, der Talau (Talaoe), hat seinen Ursprung im indonesischen Westtimor. verschiedene Flüsse aus den Regierungsbezirken (Kabupaten) Belu, Malaka und Nordzentraltimor fließen in ihm zusammen. Selbst aus dem osttimoresischen Verwaltungsamt Fatumean fließt der Merak (mit seinen Nebenflüssen Lelak und Metak) in dieses breite System, das sich an der Grenze zum osttimoresischen Balibo vereinigt und nach Osten der Grenze folgt. Hierbei ändert der Fluss seinen Namen in Taipui oder auch Talade. Im Einzugsgebiet des Talaus befindet sich auch die indonesische Stadt Atambua.
Der zweite Quellfluss, der Malibaca (tetum Mota Malibaca, portugiesisch Rio Malibaca, auch Mota Malibaka, Rio Male Baca, Rio Malibacu, im Oberlauf: Rio Mathiaca) folgt mit seinem Lauf fast der gesamten Grenze zwischen den osttimoresischen Verwaltungsämtern Maliana und Lolotoe und dem indonesischen Westtimor. Dabei münden immer wieder kleine Flüsse in den Malibaca, so der Ribeira Sele und der Phicigi (aus dem Suco Lebos). Auch die Flüsse des Ostens des indonesischen Regierungsbezirks Belu fließen hier ab.
Ab dem Punkt, wo Talau/Taipui und Malibaca zusammentreffen, verlässt der Fluss Indonesien und fließt (ab hier teilweise als Be Bai oder Bé-Bai bezeichnet) durch Osttimors Gemeinde Bobonaro nach Nordosten. Westlich liegen die Verwaltungsämter Balibo und Atabae, östlich liegen Maliana und, nach dem Zufluss des Bulobo, das Verwaltungsamt Cailaco. Schließlich vereinigt sich der Nunura an der Gemeindegrenze mit dem aus Osten kommenden Marobo und bildet den Lóis, der weiter nach Westen in die Sawusee fließt.
Etwas nördlich des Zusammenflusses von Malibaca und Talau führt die längste Brücke Osttimors über den Nunura, die Nunura-Brücke. Hier stand nach 1999 ein Militärlager der INTERFET und der Vereinten Nationen. Über die Brücke führt die Straße von der Gemeindehauptstadt Maliana nach Balibo.

## Wirtschaft
Der Nunura hat für die Versorgung der Bevölkerung eine große Bedeutung, da er im Gegensatz zu den meisten Flüssen im Norden Timors ganzjährig Wasser führt. An seinem Ufer wird an vielen Stellen Reis angebaut, eines der Grundnahrungsmittel der Region.

## Geschichte

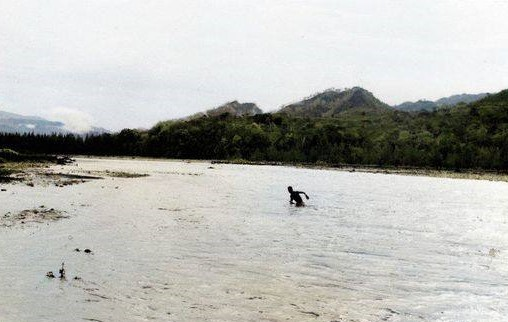
Der Nunura (1968)

Am 6. Januar 2006 wurden drei Indonesier an der Grenze bei Turiskain auf dem Malibaca von osttimoresischen Polizisten erschossen. Laut indonesischen Militärquellen waren die drei Opfer beim Fischen, als ohne Vorwarnung auf sie das Feuer eröffnet wurde. Jakarta protestierte heftig. Nach dem Vorfall kam es zu Vergewaltigungen von osttimoresischen Frauen.